# بيت أبلتون
بيت أبلتون (بالإنجليزية: Pete Appleton) هو لاعب كرة قاعدة أمريكي، ولد في 20 مايو 1904 في تريفيل في الولايات المتحدة، وتوفي في 18 يناير 1974 في ترنتون في الولايات المتحدة.

## وصلات خارجية
- بيت أبلتون على موقعبيزبول رفرنس.كوم (الدوري الرئيسي) (الإنجليزية)
- بيت أبلتون على موقعبيزبول رفرنس.كوم (الدوري الثانوي) (الإنجليزية)
- بيت أبلتون على موقع جمعية أبحاث البيسبول الأمريكية (الإنجليزية)